# Bolsheustyikinskoye
Bolsheustyikinskoye (en ruso: Большеустьикинское, en baskir: Оло Ыҡтамаҡ) es una localidad rural (un selo) y el centro administrativo del Distrito Mechetlinsky en Baskortostán, Rusia. Se encuentra cerca del río Ay. Según el censo de 2010, tiene una población de 6,397.

## Historia

### Fundación
El 1 de diciembre de 1800, los colonos de Kungursky Uyezd de la gobernación de Perm Samoil Okulov y Semyon Redkin concluyeron un acuerdo con los bashkirs sobre la admisión a la tierra. Del tratado quedó claro que las tierras no se proporcionaban en diezmos, sino simplemente a lo largo de extensiones, montañas, orillas, ríos, y el río Ai se convirtió en la frontera. Para el uso de la tierra, los idps tenían que pagar 500 rublos y pagar anualmente 40 rublos al impuesto durante 40 años. Después de 40 años, los Bashkirs pudieron recuperar estas tierras. Los campesinos rusos se establecieron en la cantidad de 50 hogares, el nuevo pueblo se llamó Ustikinskoye, formado a partir del hidrónimo: la desembocadura del río Ik.